# Adolphe Yvon

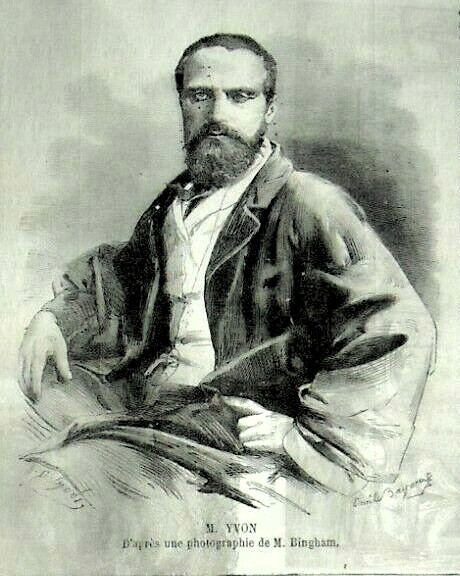
Foto de Adolphe Yvon do " Le Monde illustré ". 1859

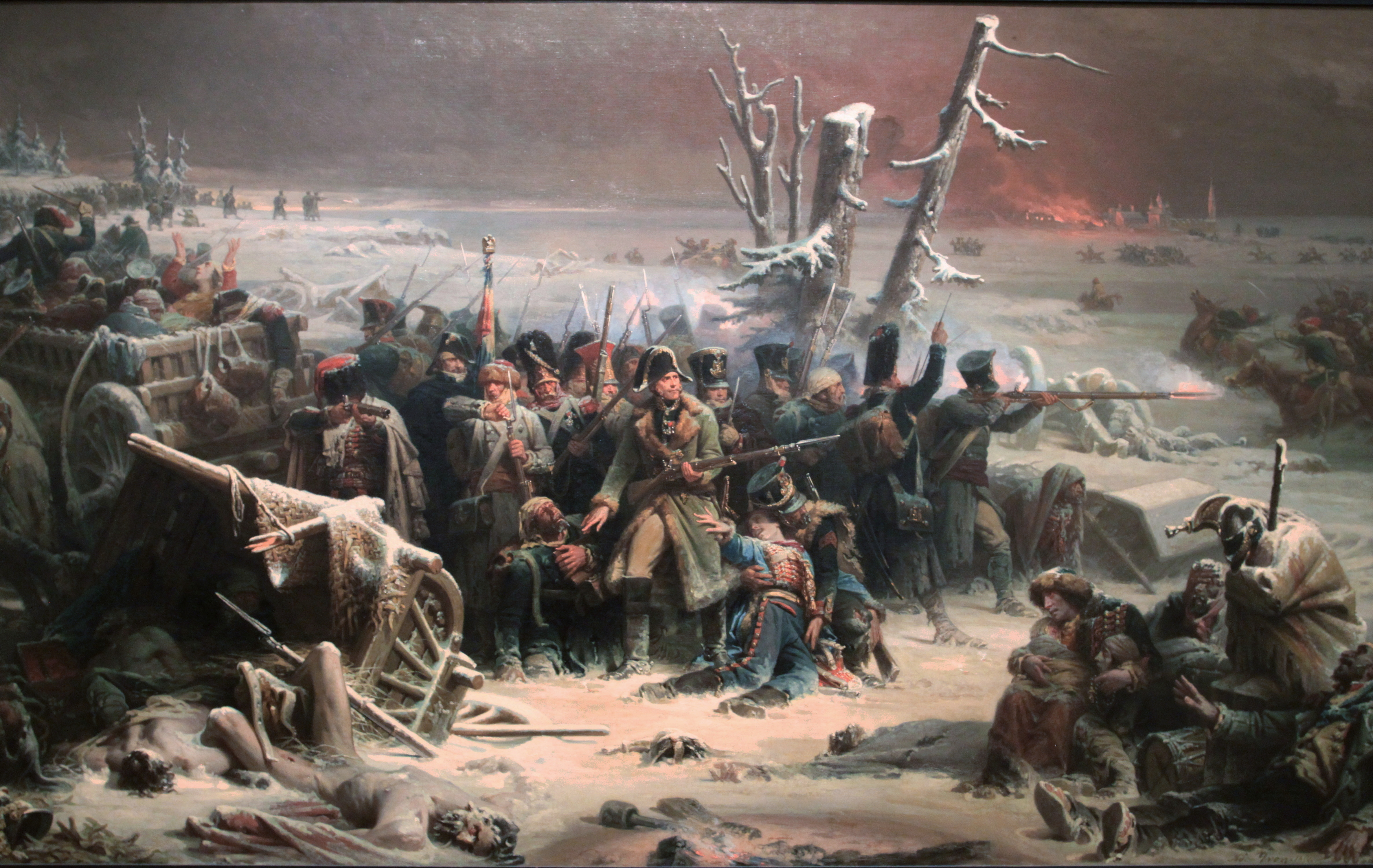
" Marshall Ney em Retiro na Rússia"

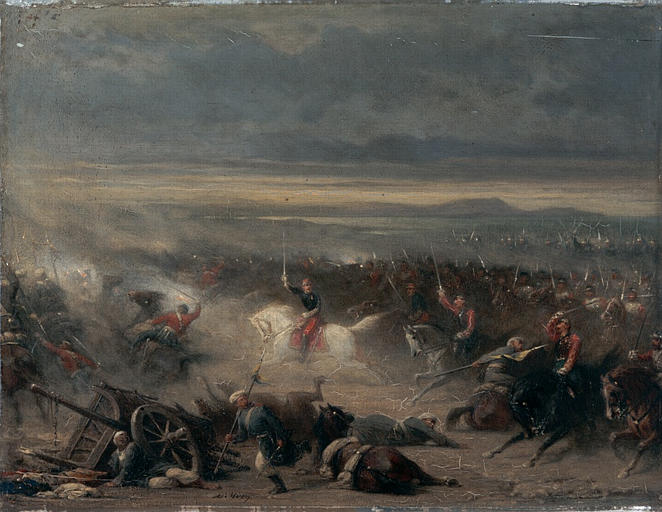
"A Batalha de Eupatoria "

Adolphe Yvon (1817–1893) foi um pintor francês conhecido pelas suas pinturas das Guerras Napoleônicas . Yvon estudou com Paul Delaroche, ganhou fama durante o Segundo Império e enveredou pela carreira de professor.

## Carreira
Pouco depois do fim da Guerra da Criméia em setembro de 1855, Yvon foi contratado pelo governo francês para pintar um grande quadro da captura do Malakoff em Sebastopol .  O artista partiu para a Crimeia em 19 de fevereiro de 1856, onde passou seis semanas compilando um caderno de esboços, além de visitar o campo de batalha de Inkerman . Em 1857, a pintura La Prize de la tour de Malakoff em 8 de setembro de 1855 foi exibida no Salão de Paris, e dois anos depois veio La Gorge de Malakoff e La Courtine de Malakoff .  La Prize era uma tela enorme de 6 metros por 9 metros e representava o momento em que a fortificação foi capturada, por volta do meio-dia.

Nos anos seguintes, o imperador Napoleão III começou a admirar as suas cenas de batalha; naturalmente Yvon glorificou a carnificina das campanhas de Napoleão I. Yvon tornou-se oficial da Légion d'honneur em 1867 e pintou o retrato de Napoleão III no ano seguinte (paradeiro desconhecido). Yvon era conhecido como o principal professor de desenho na École des Beaux-Arts (1863-1883). Alguns americanos receberam instruções dele, incluindo Christian Schussele, Alfred Wordsworth Thompson, William Sartain, e J. Alden Weir. Este último frequentou a aula de desenho de vida da tarde de Yvon, que começou no Outono de 1874. Yvon forneceu o tema para esboços de composição para os seus alunos, por exemplo, "O Assassinato de Júlio César", para o qual especificou como deveria ser feito: "César cobre a sua cabeça com a sua toga . . ele foi empurrado para a base da estátua de Pompeu, que foi banhada no seu sangue". (Arquivos da École des Beaux-Arts, Arquivos Nacionais, AJ52 63). Alexander Stewart, o colecionador americano, contratou Yvon para pintar A Reconciliação do Norte e do Sul (perdido) em 1870, bem como O Gênio da América (1858, 1870). O seu Retrato do Presidente Carnot (1888) apareceu na Exposição Colombiana Mundial .

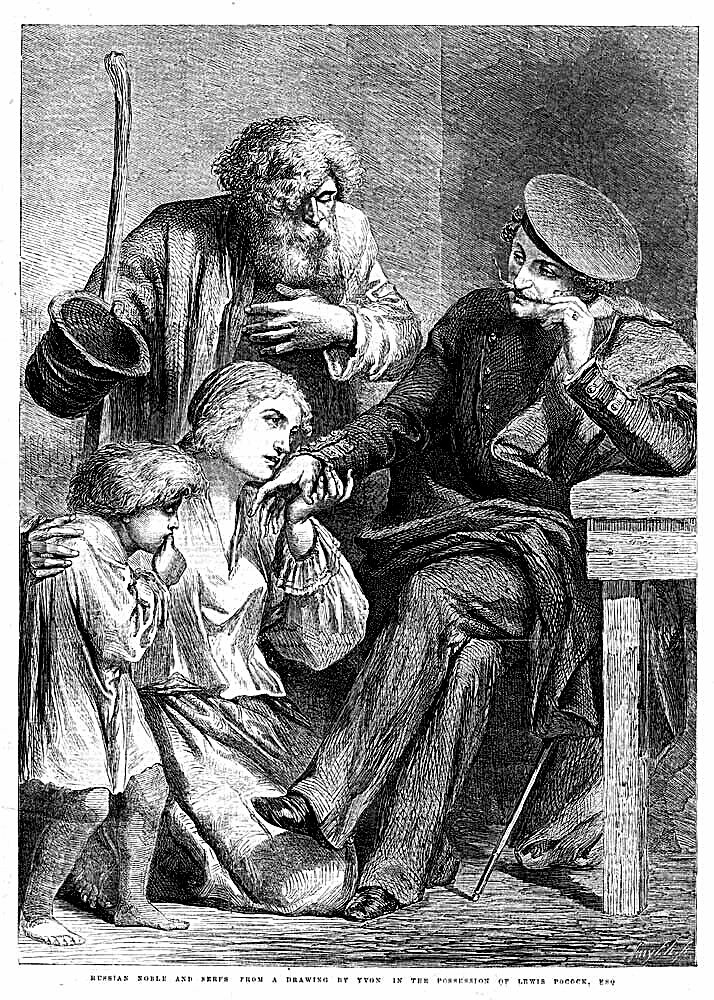
Nobres e servos russos (1861)
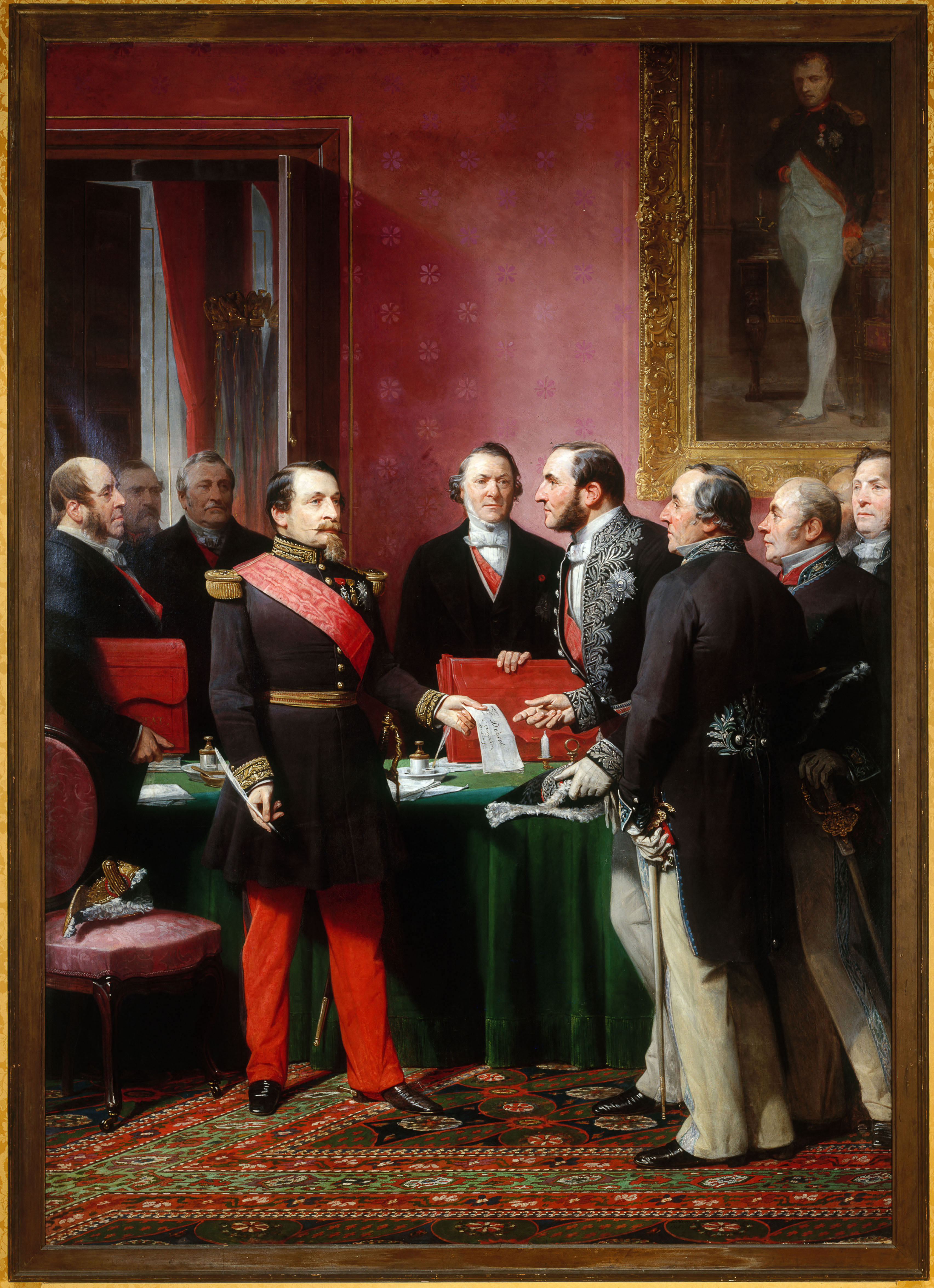
Barão Haussmann Apresentando o Plano de Anexação ao Imperador (1865)
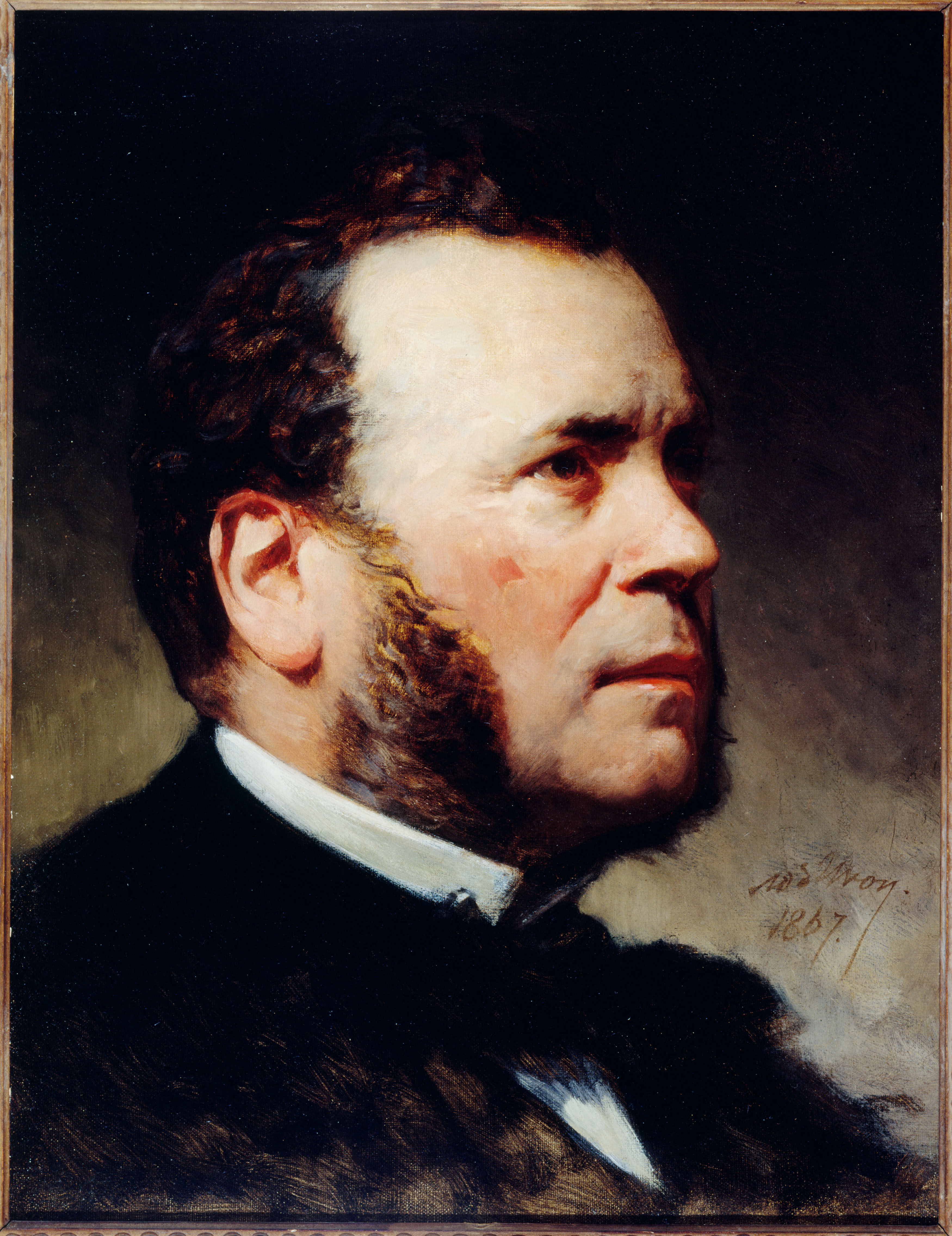
Retrato de Ferdinand Barrot (1867)
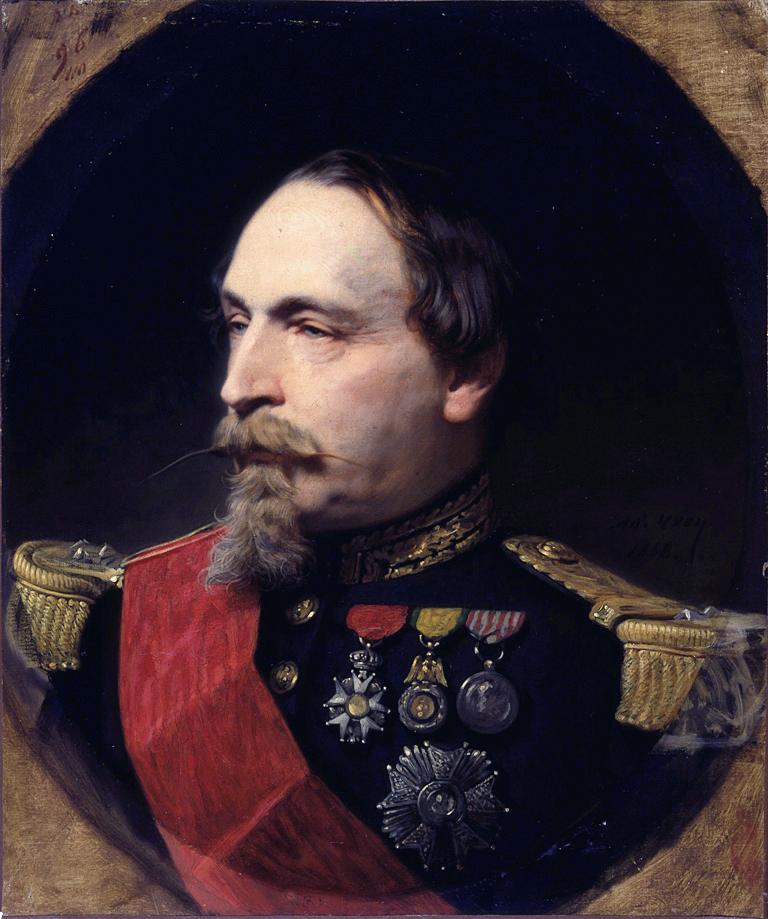
Retrato de Napoleão III (1868). O Museu de Arte Walters .
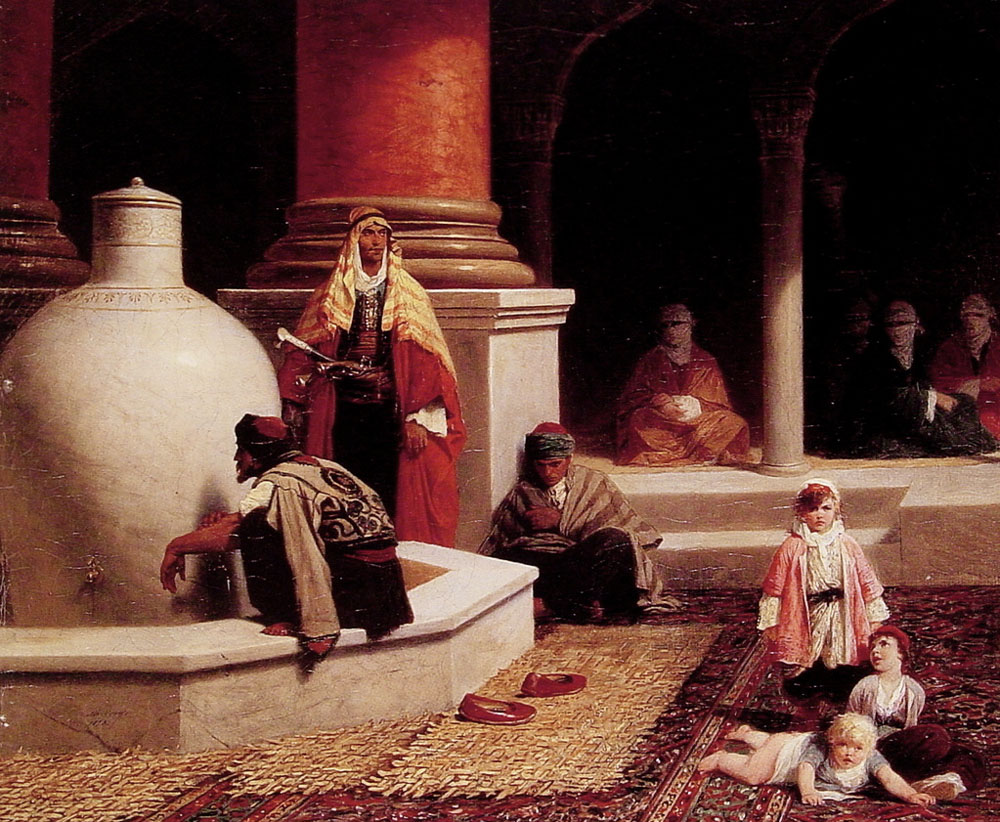
No Harém (data desconhecida)

## Pinturas
- O Assassinato de Júlio César
- A Carga da Cavalaria Francesa em Reichshof
- Marshall Ney em Retiro na Rússia
- A Conquista do Desfiladeiro de Malakoff (Palácio de Versalhes)
- A Tomada de Malakoff
- De Solferino 1863

Predefinição:Authority control (arts)